# EasyCruise One
Die easyCruise One (auch Easycruiseone) war das erste Kreuzfahrtschiff, das für die britisch-griechische Billig-Kreuzfahrtreederei easyCruise in Dienst gestellt wurde. 

## Geschichte
Das Schiff wurde ursprünglich unter dem Namen Renaissance Two auf der Werft Cantiere Navale Ferrari S.p.A. in La Spezia für die mittlerweile insolvente italienische Reederei Renaissance Cruises erbaut und 1990 in Dienst gestellt. Nachdem das Schiff mehrmals Registrierung und Heimathafen gewechselt hatte, wurde es 1998 in The Neptune umbenannt und für Glücksspielkreuzfahrten in Südostasien genutzt.
Im April 2004 wurde es an easyCruise verkauft und von einer Werft in Singapur für den neuen Einsatzzweck umgebaut. Die Passagierkapazität wurde von etwa 100 auf bis zu 186 erhöht. Im Rahmen der Umbaumaßnahmen wurden auch Teile der Aufbauten und der Rumpf in den Farben der Reederei (Original-Farbton: Pantone 021C) lackiert und mit dem Schriftzug "easyCruise.com" an den Flanken versehen. Die auffällige Rumpflackierung wurde später jedoch wieder entfernt. Von Sommer 2005 bis 2008 wurde das Schiff für Kreuzfahrten im Mittelmeer und der Karibik eingesetzt.
Im Oktober 2008 wurde die easyCruise One außer Dienst gestellt, an den neuen Eigner Platinum Yacht Management LLC mit Sitz in Dubai verkauft und unter dem Namen Cruise One im dortigen Hafen Port Rashid aufgelegt.
Nach nahezu vierzehn Jahren Aufliegen wurde das Schiff im Jahr 2022 an seinem Liegeplatz abgewrackt.

## Einsatzkonzept
Der Inhaber der Reederei, Stelios Haji-Ioannou, realisierte mit der easyCruise One ein Konzept für Kreuzfahrten im Niedrigpreisbereich, das sich hauptsächlich an ein jüngeres Publikum richtete. Die 74 Doppelkabinen, 7 Vierbettkabinen und die vier Balkonsuiten sowie die Bordeinrichtungen waren sehr einfach und zweckmäßig ausgestattet. Der Kreuzfahrtpreis deckte lediglich die Fahrt und die gebuchte Kabine ab. Mahlzeiten, Getränke und andere Leistungen wurden gesondert berechnet. Die Besatzung der easyCruise One wurde von dem Schiffsmanagement-Dienstleister V-Ships bereitgestellt.
Das Konzept sah vor, dass sich die easyCruise One tagsüber auf See befand, die Häfen erst nachmittags anlief, um die Nacht vor Ort zu verbringen, bevor am frühen Morgen die Reise fortgesetzt wurde.